# Denis Bertolini
Denis Bertolini (Rovereto, 13 dicembre 1977) è un ex ciclista su strada italiano.

## Carriera
Nato nel 1977 a Rovereto, in Trentino, è fratello di Bruno Bertolini, professionista nel 2006 e 2007 con Adria Mobil e Serramenti Diquigiovanni (dove è stato suo compagno di squadra) e cugino di Alessandro Bertolini, professionista dal 1993 al 2012, anche lui suo compagno di squadra, in questo caso per tutti i tre anni alla Serramenti Diquigiovanni.
Da juniores, under-23 ed élite ha ottenuto diverse vittorie, tra le quali il Trofeo Papà Cervi e il Memorial Vincenzo Mantovani nel 1998 con la Zalf -Fior. Nel 2001 è stato medaglia d'oro ai Giochi del Mediterraneo di Tunisi nella corsa in linea.
Nel 2002, a 25 anni, è passato professionista con gli svizzeri della Phonak, ritirandosi sia al Giro delle Fiandre sia al Giro di Lombardia. L'anno successivo, con la stessa squadra, non ha concluso la Parigi-Roubaix, mentre è arrivato 127º alla Milano-Sanremo.
Trasferitosi all'Acqua & Sapone nel 2004, ha conquistato in quella stagione tre vittorie: la 2ª tappa della Corsa della Pace e 2ª e 6ª tappa del Circuit des Mines.
Dopo altri due anni all'Acqua & Sapone e tre alla Serramenti Diquigiovanni (dal 2007 al 2009), ha chiuso la carriera nel 2009, a 32 anni.

## Palmarès
- 1995 (juniores)

Casut-Cimolais
- 1998 (under-23)

Trofeo Papà Cervi
Memorial Vincenzo Mantovani
- 1999 (under-23)

100 Km. di Nuvolato
- 2000 (elite)

Gran Premio De Nardi
- 2001 (elite)

Coppa San Biagio
Trofeo Francesco Gennari
- 2004 (Acqua & Sapone, tre vittorie)

2ª tappa Corsa della Pace (Hannover > Hannover)
2ª tappa Circuit des Mines (Briey > Metz)
6ª tappa Circuit des Mines (Amnéville > Sarreguemines)

## Piazzamenti

### Classiche monumento
- Milano-Sanremo

2003: 127º
- Giro delle Fiandre

2002: ritirato
- Parigi-Roubaix

2003: ritirato
- Giro di Lombardia

2002: ritirato